# Inland (Nebraska)
Inland – jednostka osadnicza w Stanach Zjednoczonych, w stanie Nebraska, w hrabstwie Clay.